# 膀爺
膀爺（バンイエ、拼音: bǎng yé）は、中国、特に北京市などにおいて、夏の暑い時期に、屋外の公共の場所において上半身裸で過ごしている男性を指す表現。中国における「夏の風物詩」と評されることもある一方で、「非文明的な行為」として排除される対象ともなっている。

## 典型的な姿
典型的には、上半身は裸で、下は半ズボン、足元はサンダル履きか、革靴に黒靴下といった出で立ちとされる。また、葵扇で身体を仰ぎながら、公園などに座り込み、靴や靴下を脱ぎ、裸足を乾燥させようとするとされる。農村から大都市まで、中国各地で見られるとする見解もある。
膀爺たちは路上や公園などに集まって、シャンチー（中国将棋）や碁に興じたり、おしゃべりをしている姿が典型的とされる。また、終日、屋外で仕事をしている男性によく見られる風俗ともされる。

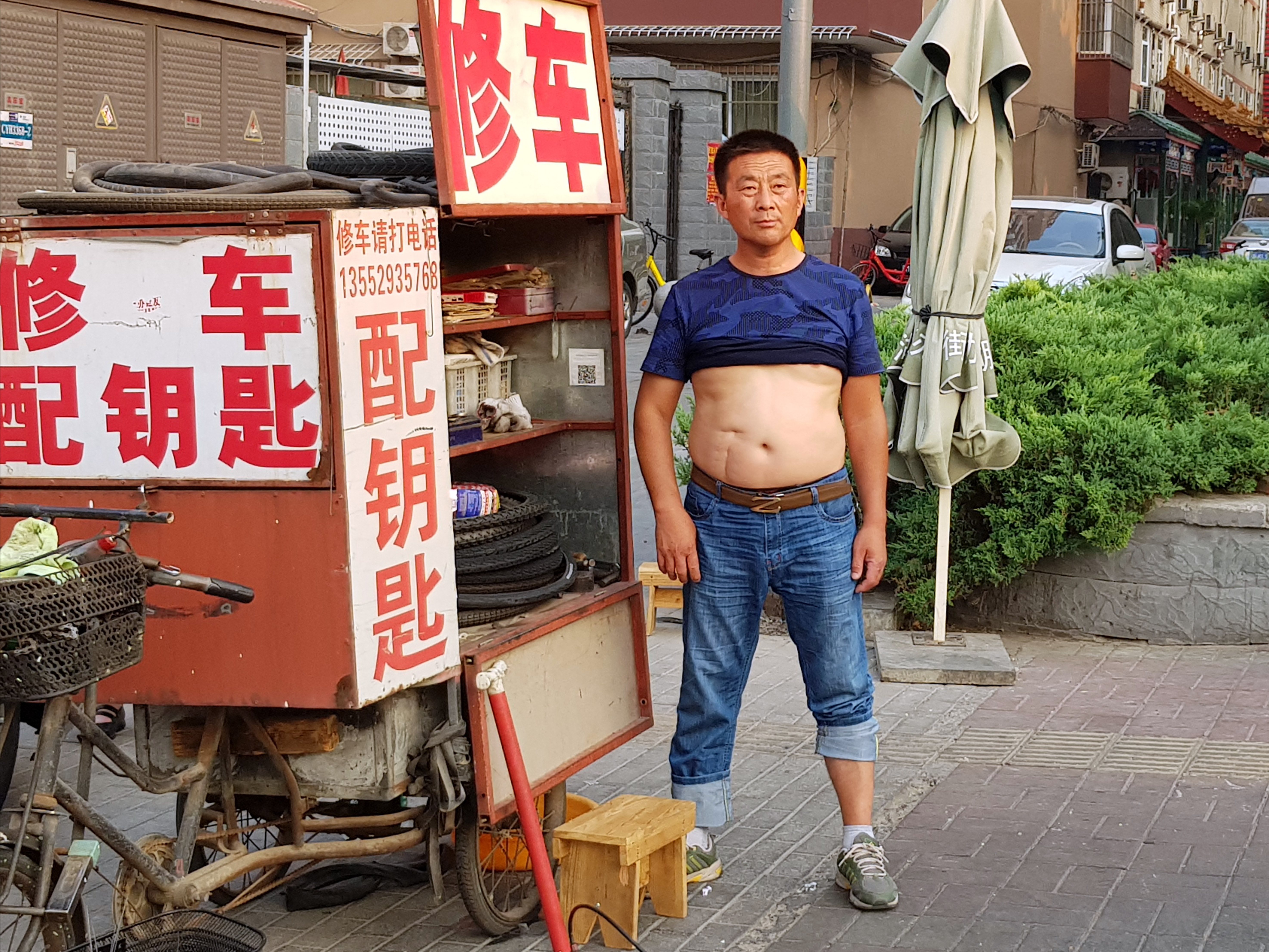
「北京ビキニ」姿の男性、2017年撮影。

特に、Tシャツ姿で裾をまくり上げ、腹を出した格好は「北京ビキニ（北京比基尼）」と称される。また、北京膀爺という言い回しがされることもある。これらの呼称は、必ずしもこの格好が北京市起源であることを意味するものではなく、たまたま外国人、外国メディアの目に触れやすいのが北京市であったため定着したものとされている。

## 規制
2000年代後半には、2008年北京オリンピックを契機に展開されたマナー向上運動によって、一時は北京市でも膀爺が姿を消したとされるが、その後は再び膀爺が街頭に現れるようになった。
2019年夏、天津市、瀋陽市、済南市、邯鄲市などは、膀爺を規制するため、公共の場所でシャツなどを脱いだままでいる「非文明的な行為」の集中取り締まりを予告し、50元から200元ほどの罰金を課すと発表した。また、一部では、裸足にサンダル履きも処罰の対象となるとされた。
インターネット上のソーシャルメディアでは、北京ビキニなどへの嫌悪感は強かったものの、罰金を課す強制的な方策には批判的な見解も出され、新浪微博がおこなったネット投票では、「規制賛成」の22万3000人に対し、「暑い時には上半身裸も容認」3万7000人、「指導止まりで可、罰金不要」4万2000人、「何とも言えない、状況次第で判断」7万5000人という結果となった。